# 美丽心灵
是一部于2001年上映的美國電影，改編自西尔维亚·娜萨所撰寫的、讲述约翰·福布斯·纳什的同名传记。約翰·納許是一位患有妄想型精神分裂症的美国数学家，卻凭借其在博弈论和微分几何学等領域的重要研究，最终獲得1994年诺贝尔经济学奖、2015年数学阿贝尔奖。電影由羅素·克洛、艾德·哈里斯、珍妮佛·康納莉、克里斯托弗·普卢默和保羅·貝特尼主演。2002年，该電影一共獲得了四項奧斯卡金像獎（第74屆），包括奥斯卡最佳影片奖、奥斯卡最佳导演奖、奥斯卡最佳女配角奖以及奥斯卡最佳改编剧本奖。

## 靈感來源
《美丽心灵》一書是敘述约翰·福布斯·纳什身為數學家的成就以及私人生活的傳記。該書獲得1998年美國國家書評獎（National Book Critics Circle Award）傳記類獎項，也在普利策奖傳記類獎項中被提名，並且名列《纽约时报》暢銷書榜中。該書因為以清新、詳細且平易近人的敘述约翰·福布斯·纳什的數學成就而知名。
傳記於1998年出版，電影於2001年上映。在2015年5月23日，納許和妻子在一場車禍中雙雙過世。

## 角色
| 演員               | 角色                          |
| 羅素·高爾          | 约翰·福布斯·纳什 John Nash    |
| 艾德·哈里斯        | 威廉·帕徹 William Parcher     |
| 珍妮佛·康納莉      | 艾莉西亞·奈許 Alicia Nash     |
| 保羅·貝特尼        | 查爾斯·赫曼 Charles Herman    |
| 喬許·盧卡斯        | 馬丁·漢森 Martin Hansen       |
| 亞當·戈堡          | 索爾 Sol                      |
| 安東尼·瑞普        | Bender                        |
| 薇薇·卡登尼        | 瑪希 Marcee                   |
| 克里斯托弗·普卢默  | 羅森醫生 Dr. Rosen            |
| 裘德·赫希          | 赫林哲 Helinger               |
| 布萊絲·達拉斯·霍華 | 客串圍觀的女大學生            |
| 傑森·葛瑞-史丹佛   | 安斯利·尼爾森 Ainsley Neilson |

## 評價
2022年3月，《美麗境界》在Metacritic評選奧斯卡金像獎最佳影片前35名中，排名第29名。

## 奖项
| 頒獎典禮             | 獎項             | 名字                             | 結果 |
| 第74届奥斯卡金像奖   | 最佳影片         |                                  | 獲獎 |
| 第74届奥斯卡金像奖   | 最佳导演         |                                  | 獲獎 |
| 第74届奥斯卡金像奖   | 最佳改编剧本     | Akiva Goldsman                   | 獲獎 |
| 第74届奥斯卡金像奖   | 最佳女配角       | Jennifer Connelly                | 獲獎 |
| 第74届奥斯卡金像奖   | 最佳男主角       | Russell Crowe                    | 提名 |
| 第74届奥斯卡金像奖   | 最佳剪辑         | Mike Hill 和 Daniel P. Hanley    | 提名 |
| 第74届奥斯卡金像奖   | 最佳化妆         | Greg Cannom 和 Colleen Callaghan | 提名 |
| 第74届奥斯卡金像奖   | 最佳原创音乐     | James Horner                     | 提名 |
| 第55届英国电影学院奖 | 最佳男主角       |                                  | 獲獎 |
| 第55届英国电影学院奖 | 最佳女配角       |                                  | 獲獎 |
| 第55届英国电影学院奖 | 最佳影片         |                                  | 提名 |
| 第55届英国电影学院奖 | 最佳导演         |                                  | 提名 |
| 第55届英国电影学院奖 | 最佳编剧         |                                  | 提名 |
| 第59届金球奖         | 最佳剧情片       |                                  | 獲獎 |
| 第59届金球奖         | 最佳编剧         |                                  | 獲獎 |
| 第59届金球奖         | 最佳剧情类男主角 |                                  | 獲獎 |
| 第59届金球奖         | 最佳女配角       |                                  | 獲獎 |
| 第59届金球奖         | 最佳导演         |                                  | 提名 |
| 第59届金球奖         | 最佳原创配乐     |                                  | 提名 |

## 書籍
| 出版日期 | 書名         | 作者       | 譯者   | 出版社   | ISBN               |
| -------- | ------------ | ---------- | ------ | -------- | ------------------ |
| 2002年   | 《美麗境界》 | 西爾維雅娜 | 傅士哲 | 時報文化 | ISBN 9789571336121 |

## 軼事
獻筆儀式（pen ceremony）為電影中著名的情節。在電影末段許多學校成員把筆放在奈許就坐的桌上，以表達對他的尊敬並且肯定他的成就。不過這樣的儀式完全是電影的杜撰，在現實中並不存在。

## 引用資料
1. 1 2  Howard, Ron, , Universal Pictures, Dreamworks Pictures, Imagine Entertainment, 2002-01-04  [2022-10-25], （原始内容存档于2022-12-05）
2. 1 2  ,   [2022-10-25], （原始内容存档于2022-11-24）
3. ↑  Capps, Donald. . Journal of Religion and Health. 2011-03, 50 (1)  [2022-10-25]. ISSN 1573-6571. PMID 19862621. doi:10.1007/s10943-009-9291-5. （原始内容存档于2022-10-25）.
4. ↑  . NobelPrize.org.   [2022-10-25]. （原始内容存档于2022-10-25） （美国英语）.
5. ↑  . The Abel Prize. （原始内容存档于2022-09-22）.
6. ↑  美麗境界主人翁數學家奈許車禍 夫妻雙亡 （页面存档备份，存于），中央社，2015年5月24日
7. ↑  . Metacritic. Metacritic.   [2022-03-22]. （原始内容存档于2022-05-14） （英语）.
8. ↑  Nash, John (1928-2015) （页面存档备份，存于），PRINCETON UNIVERSITY LIBRARY，2018年7月25日

## 外部連結
- Yahoo奇摩電影上《美麗境界》的資料（繁體中文）
- 開眼電影網上《美麗境界》的資料（繁體中文）
- 豆瓣电影上《美丽心灵》的資料 （简体中文）
- 时光网上《美丽心灵》的資料（简体中文）
- AllMovie上《有你終生美麗》的资料（英文）
- 爛番茄上《有你終生美麗》的資料（英文）
- Box Office Mojo上《有你終生美麗》的資料（英文）
- TCM电影资料库上《有你終生美麗》的资料（英文）
- Metacritic上《有你終生美麗》的資料（英文）
- 互联网电影数据库（IMDb）上《有你終生美麗》的资料（英文）

| 獎項                | 獎項                        | 獎項                  |
| ------------------- | --------------------------- | --------------------- |
| 上一届： 《角斗士》 | 奧斯卡最佳影片獎 2001年     | 下一届： 《芝加哥》   |
| 上一届： 《角斗士》 | 金球獎最佳戲劇類影片 2001年 | 下一届： 《时时刻刻》 |